# California Chrome
California Chrome, född 18 februari 2011, är ett engelskt fullblod som tävlade mellan 2013 och 2017. Han tränades av Art Sherman och Alan Sherman och reds av Victor Espinoza. Han är känd för att ha segrat i Kentucky Derby (2014), Preakness Stakes (2014) och Dubai World Cup (2016). Han utsågs 2014 och 2016 till American Horse of the Year. 2016 överträffade han Curlin som den ledande nordamerikanska hästen genom tiderna i prispengar.

## Karriär
California Chrome började tävlade i april 2013 och sprang totalt in 14,7 miljoner dollar på 27 starter, varav 16 segrar, 4 andraplatser och 1 tredjeplats. Han tog sina största segrar i Kentucky Derby (2014), Preakness Stakes (2014) och Dubai World Cup (2016).

### Bakgrund
California Chrome, som är uppfödd i Kalifornien, fick sitt namn efter sina vita tecken, som ibland kallas "chrome". Han föddes upp och ägdes ursprungligen av Perry Martin från Yuba City, Kalifornien, och Steve Coburn från Topaz Lake, Nevada, som döpte deras partnerskap till DAP Racing, som står för "Dumb Ass Partners". 2015 sålde Coburn sin minoritetsandel till Taylor Made Farm och en ny ägargrupp, California Chrome, LLC, bildades. Dedikerade fans, kallade "Chromies", stödde aktivt California Chrome, som har kallats "folkets häst".

### Tävlingskarriär

#### Tvååringssäsongen 2013
California Chromes första start var i ett maidenlöp på Hollywood Park i april 2013, där han kom på andra plats. Tre veckor senare tog han sin första seger i ett maidenlöp med 2 3⁄4 längder. I båda löpen reds han av Alberto Delgado. Som tvååring hade California Chrome inga större framgångar innan han började ridas av jockeyn Victor Espinoza. Tillsammans tog de sex raka segrar mellan 2013 och 2014. Under debutsäsongen lyckades han segra i Graduation Stakes, och ta 3 segrar på 7 starter.

#### Treåringssäsongen 2014
Som treåring, efter att ha vunnit San Felipe Stakes och Santa Anita Derby, var California Chrome förhandsfavorit att segra i Kentucky Derby, vilket han även gjorde med 1 3⁄4 längd. I Preakness Stakes kopplade han greppet sent, men lyckades ändå att segra med 1 1⁄2 längd. Efter Preakness Stakes anmäldes han till Belmont Stakes på Belmont Park, med hopp om att kunna ta en Triple Crown. I starten råkade hästen bredvid trampa på honom, och rev lite vävnad från hans högra främre häl. Utan att vara medveten om skadan förrän loppet var över, slutade han fyra i ett dödlopp. Efter läkning och vila startade han i Breeders' Cup Classic 2014, där han slutade trea, en hals efter vinnaren. California Chrome tog ytterligare en seger i Hollywood Derby i slutet av november (sin första på gräs).

#### Fyraåringssäsongen 2015
California Chromes säsong 2015 var tumultartad. Han började året med andraplatser i San Antonio Stakes och Dubai World Cup. Han åkte sedan till Storbritannien för att träna för Prince of Wales's Stakes på Royal Ascot men ströks några dagar före löpet på grund av ett hovblåmärke. Då han återvände till USA i juli 2015 diagnostiserades han med blåmärken på sina kanonben, vilket avslutade hans säsong 2015. Kort därefter sålde Coburn sin ägarandel.

#### Femåringssäsongen 2016
Efter en vila på flera månader återvände han till träning och återfick formen med en segersvit på sex lopp 2016 i bland annat Dubai World Cup, Pacific Classic och Awesome Again Stakes innan han blev knappt slagen av Arrogate i Breeders' Cup Classic. Efter Pegasus World Cup i januari 2017 avslutades hans tävlingskarriär.